# Oswaldia flavitibia
Oswaldia flavitibia är en tvåvingeart som beskrevs av Hiroshi Shima 1991. Oswaldia flavitibia ingår i släktet Oswaldia och familjen parasitflugor. Inga underarter finns listade i Catalogue of Life.